# Nedyalka Angelova
Nedyalka Boyanova Angelova (em búlgaro: Недялка Ангелова; 26 de junho de 1949) é uma atleta búlgara. Ela competiu no pentatlo feminino nas Olimpíadas de Verão de 1972.